# Mormor
Mormor è un comune dell'Azerbaigian situato nel distretto di Gədəbəy. Conta una popolazione di 1 018 abitanti.